# Malajzia a 2004. évi nyári olimpiai játékokon
Malajzia a görögországi Athénban megrendezett 2004. évi nyári olimpiai játékok egyik részt vevő nemzete volt. Az országot az olimpián 11 sportágban 26 sportoló képviselte, akik érmet nem szereztek.

## Atlétika
Férfi
| Versenyző        | Versenyszám | Előfutam | Előfutam | Előfutam | Negyeddöntő | Negyeddöntő | Negyeddöntő | Elődöntő | Elődöntő | Elődöntő | Döntő   | Döntő    |
| Versenyző        | Versenyszám | Idő      | Hely.    | Össz.    | Idő         | Hely.       | Össz.       | Idő      | Hely.    | Össz.    | Idő     | Helyezés |
| ---------------- | ----------- | -------- | -------- | -------- | ----------- | ----------- | ----------- | -------- | -------- | -------- | ------- | -------- |
| Nazmizan Mohamad | 200 m       | 21,24    | 7.       | 45.      | kiesett     | kiesett     | kiesett     | kiesett  | kiesett  | kiesett  | kiesett | kiesett  |

Női
| Versenyző    | Versenyszám     | Eredmény | Helyezés |
| ------------ | --------------- | -------- | -------- |
| Yuan Yu Fang | 20 km gyaloglás | 1:36:34  | 35.      |

## Íjászat
Női
| Versenyző         | Versenyszám | Selejtező | Selejtező | 64-es főtábla                          | 32-es főtábla     | Nyolcaddöntő      | Negyeddöntő       | Elődöntő          | Döntő             | Helyezés |
| Versenyző         | Versenyszám | Pont      | Kiemelt   | Ellenfél Eredmény                      | Ellenfél Eredmény | Ellenfél Eredmény | Ellenfél Eredmény | Ellenfél Eredmény | Ellenfél Eredmény | Helyezés |
| ----------------- | ----------- | --------- | --------- | -------------------------------------- | ----------------- | ----------------- | ----------------- | ----------------- | ----------------- | -------- |
| Mon Redee Sut Txi | Egyéni      | 626       | 32.       | Natalja Bolotova (RUS) (33.) · 143-154 | kiesett           | kiesett           | kiesett           | kiesett           | kiesett           | 44.      |

## Kerékpározás

### Pálya-kerékpározás
Sprintversenyek
| Versenyző | Versenyszám         | Selejtező | Selejtező | 1. forduló                     | Vigaszág                                             | Vigaszág | 2. forduló                 | Vigaszág                                     | Vigaszág | 9–12. helyért                                                         | 9–12. helyért | Negyeddöntő          | 5–8. helyért           | 5–8. helyért | Elődöntő             | Döntő                | Helyezés |
| Versenyző | Versenyszám         | Idő       | Hely.     | Ellenfél Győztes idő           | Ellenfelek Győztes idő                               | Hely.    | Ellenfél Győztes idő       | Ellenfelek Győztes idő                       | Hely.    | Ellenfelek Győztes idő                                                | Hely.         | Ellenfél Győztes idő | Ellenfelek Győztes idő | Hely.        | Ellenfél Győztes idő | Ellenfél Győztes idő | Helyezés |
| --------- | ------------------- | --------- | --------- | ------------------------------ | ---------------------------------------------------- | -------- | -------------------------- | -------------------------------------------- | -------- | --------------------------------------------------------------------- | ------------- | -------------------- | ---------------------- | ------------ | -------------------- | -------------------- | -------- |
| Josiah Ng | Férfi egyéni sprint | 10,515    | 11.       | José Villanueva (ESP) · 11,234 | Jang Hicshon (KOR) · Jaroslav Jeřábek (SVK) · 11,006 | 1.       | Ryan Bayley (AUS) · 10,520 | Ross Edgar (GBR) · Sean Eadie (AUS) · 10,906 | 2.       | José Villanueva (ESP) · Teun Mulder (NED) · Sean Eadie (AUS) · 11,063 | 3.            |                      |                        |              |                      |                      | 11.      |

Keirin
| Versenyző | Versenyszám  | 1. forduló | Vigaszág | 2. forduló | Döntő      | Helyezés |
| Versenyző | Versenyszám  | Helyezés   | Helyezés | Helyezés   | Helyezés   | Helyezés |
| --------- | ------------ | ---------- | -------- | ---------- | ---------- | -------- |
| Josiah Ng | Férfi keirin | 5.         | 2.       | 2.         | lekörözték | 6.       |

## Műugrás
Férfi
| Versenyző   | Versenyszám        | Selejtező | Selejtező | Elődöntő | Elődöntő | Döntő   | Döntő    |
| Versenyző   | Versenyszám        | Pont      | Helyezés  | Pont     | Helyezés | Pont    | Helyezés |
| ----------- | ------------------ | --------- | --------- | -------- | -------- | ------- | -------- |
| Bryan Lomas | Egyéni toronyugrás | 407,13    | 19.       | kiesett  | kiesett  | kiesett | kiesett  |

Női
| Versenyző     | Versenyszám        | Selejtező | Selejtező | Elődöntő | Elődöntő | Döntő   | Döntő    |
| Versenyző     | Versenyszám        | Pont      | Helyezés  | Pont     | Helyezés | Pont    | Helyezés |
| ------------- | ------------------ | --------- | --------- | -------- | -------- | ------- | -------- |
| Gracie Junita | Egyéni műugrás     | 223,44    | 27.       | kiesett  | kiesett  | kiesett | kiesett  |
| Leong Mun Yee | Egyéni műugrás     | 227,67    | 26.       | kiesett  | kiesett  | kiesett | kiesett  |
| Leong Mun Yee | Egyéni toronyugrás | 273,33    | 21.       | kiesett  | kiesett  | kiesett | kiesett  |

## Sportlövészet
Férfi
| Versenyző    | Versenyszám | Selejtező | Selejtező | Döntő   | Döntő    |
| Versenyző    | Versenyszám | Pont      | Helyezés  | Pont    | Helyezés |
| ------------ | ----------- | --------- | --------- | ------- | -------- |
| Bernard Yeoh | Trap        | 107       | 34.       | kiesett | kiesett  |
| Ricky Teh    | Skeet       | 113       | 40.       | kiesett | kiesett  |

## Súlyemelés
Férfi
| Versenyző              | Versenyszám | Szakítás | Szakítás | Lökés                    | Lökés                    | Összesen | Helyezés |
| Versenyző              | Versenyszám | Eredmény | Helyezés | Eredmény                 | Helyezés                 | Összesen | Helyezés |
| ---------------------- | ----------- | -------- | -------- | ------------------------ | ------------------------ | -------- | -------- |
| Mohamed Faizal Baharom | 56 kg       | 110,0    | 11.      | érvényes kísérlet nélkül | érvényes kísérlet nélkül | kiesett  | kiesett  |

## Taekwondo
Női
| Versenyző  | Versenyszám | Nyolcaddöntő                | Negyeddöntő       | Elődöntő          | Vigaszág első kör | Vigaszág elődöntő | Bronz- mérkőzés   | Döntő             | Helyezés |
| Versenyző  | Versenyszám | Ellenfél Eredmény           | Ellenfél Eredmény | Ellenfél Eredmény | Ellenfél Eredmény | Ellenfél Eredmény | Ellenfél Eredmény | Ellenfél Eredmény | Helyezés |
| ---------- | ----------- | --------------------------- | ----------------- | ----------------- | ----------------- | ----------------- | ----------------- | ----------------- | -------- |
| Elaine Teo | Légsúly     | Euda Carías (GUA) · 4-4 SUP | kiesett           | kiesett           |                   |                   |                   |                   | 10.      |

SUP - döntő fölény

## Tollaslabda
| Versenyző                      | Versenyszám | 32-es főtábla                                                          | Nyolcaddöntő                                                              | Negyeddöntő                                                     | Elődöntő          | Bronz- mérkőzés   | Döntő             | Helyezés |
| Versenyző                      | Versenyszám | Ellenfél Eredmény                                                      | Ellenfél Eredmény                                                         | Ellenfél Eredmény                                               | Ellenfél Eredmény | Ellenfél Eredmény | Ellenfél Eredmény | Helyezés |
| ------------------------------ | ----------- | ---------------------------------------------------------------------- | ------------------------------------------------------------------------- | --------------------------------------------------------------- | ----------------- | ----------------- | ----------------- | -------- |
| Lee Chong Wei                  | Férfi egyes | Ng Wei (HKG) · 15-3, 15-13                                             | Csen Hung (CHN) · 11-15, 15-3 12-15                                       | kiesett                                                         | kiesett           | kiesett           | kiesett           | 9.       |
| Wong Choong Hann               | Férfi egyes | Przemysław Wacha (POL) · 15-1, 15-5                                    | Taufik Hidayat (INA) · 15-11, 7-15, 9-15                                  | kiesett                                                         | kiesett           | kiesett           | kiesett           | 9.       |
| Mohamed Roslin Hashim          | Férfi egyes | Sony Dwi Kuncoro (INA) · 6-15, 15-9, 8-15                              | kiesett                                                                   | kiesett                                                         | kiesett           | kiesett           | kiesett           | 17.      |
| Chan Chong Ming Chew Choon Eng | Férfi páros | Görögország (GRE) · Jeórjiosz Pátisz · Theódorosz Vélkosz · 15-1, 15-4 | Kína (CHN) · Cseng Po · Szang Jang · 11-15, 7-15                          | kiesett                                                         | kiesett           | kiesett           | kiesett           | 9.       |
| Choong Tan Fook Lee Wan Wah    | Férfi páros |                                                                        | Thaiföld (THA) · Pramote Teerawiwatana · Tesana Panvisavas · 15-10, 15-13 | Dél-Korea (KOR) · I Dongszu · Ju Jongszong · 15-11, 11-15, 9-15 | kiesett           | kiesett           | kiesett           | 5.       |
| Chin Eei Hui Wong Pei Tty      | Női páros   | Japán (JPN) · Jamamoto Sizuka · Jamada Szeiko · 15-7, 15-9             | Kína (CHN) · Huang Szuj · Kao Ling · 12-15, 8-15                          | kiesett                                                         | kiesett           | kiesett           | kiesett           | 9.       |

## Torna
Férfi
| Versenyző  | Versenyszám      | Selejtező | Selejtező | Döntő    | Döntő    |
| Versenyző  | Versenyszám      | Pontszám  | Helyezés  | Pontszám | Helyezés |
| ---------- | ---------------- | --------- | --------- | -------- | -------- |
| Ng Shu Wai | Talaj            | 9,300     | 48.       | kiesett  | kiesett  |
| Ng Shu Wai | Ugrás            | 9,412     |           | kiesett  | kiesett  |
| Ng Shu Wai | Korlát           | 8,300     | 78.       | kiesett  | kiesett  |
| Ng Shu Wai | Nyújtó           | 9,225     | 55.       | kiesett  | kiesett  |
| Ng Shu Wai | Gyűrű            | 9,162     | 60.       | kiesett  | kiesett  |
| Ng Shu Wai | Lólengés         | 9,250     | 46.       | kiesett  | kiesett  |
| Ng Shu Wai | Egyéni összetett | 54,649    | 38.       | kiesett  | kiesett  |

## Úszás
Férfi
| Versenyző  | Versenyszám  | Előfutam | Előfutam | Előfutam | Elődöntő | Elődöntő | Elődöntő | Döntő   | Döntő    |
| Versenyző  | Versenyszám  | Idő      | Hely.    | Össz.    | Idő      | Hely.    | Össz.    | Idő     | Helyezés |
| ---------- | ------------ | -------- | -------- | -------- | -------- | -------- | -------- | ------- | -------- |
| Allen Ong  | 50 m gyors   | 23,52    | 4.       | 46.*     | kiesett  | kiesett  | kiesett  | kiesett | kiesett  |
| Allen Ong  | 100 m gyors  | 52,04    | 7.       | 50.      | kiesett  | kiesett  | kiesett  | kiesett | kiesett  |
| Saw Yi Khy | 1500 m gyors | 16:06,38 | 3.       | 32.      |          |          |          | kiesett | kiesett  |
| Alex Lim   | 100 m hát    | 55,22    | 4.       | 8.       | 56,08    | 8.       | 15.      | kiesett | kiesett  |
| Alex Lim   | 200 m hát    | 2:02,67  | 1.       | 21.      | kiesett  | kiesett  | kiesett  | kiesett | kiesett  |

Női
| Versenyző    | Versenyszám  | Előfutam | Előfutam | Előfutam | Elődöntő | Elődöntő | Elődöntő | Döntő   | Döntő    |
| Versenyző    | Versenyszám  | Idő      | Hely.    | Össz.    | Idő      | Hely.    | Össz.    | Idő     | Helyezés |
| ------------ | ------------ | -------- | -------- | -------- | -------- | -------- | -------- | ------- | -------- |
| Siow Yi Ting | 100 m mell   | 1:13,30  | 4.       | 36.      | kiesett  | kiesett  | kiesett  | kiesett | kiesett  |
| Siow Yi Ting | 200 m mell   | 2:33,79  | 6.       | 21.      | kiesett  | kiesett  | kiesett  | kiesett | kiesett  |
| Siow Yi Ting | 200 m vegyes | 2:19,52  | 6.       | 22.      | kiesett  | kiesett  | kiesett  | kiesett | kiesett  |

* - egy másik versenyzővel azonos időt ért el

## Vitorlázás
Nyílt
| Versenyző | Versenyszám | Futam | Futam | Futam | Futam | Futam | Futam | Futam | Futam | Futam | Futam | Futam | Pontszám | Helyezés |
| Versenyző | Versenyszám | 1     | 2     | 3     | 4     | 5     | 6     | 7     | 8     | 9     | 10    | 11    | Pontszám | Helyezés |
| --------- | ----------- | ----- | ----- | ----- | ----- | ----- | ----- | ----- | ----- | ----- | ----- | ----- | -------- | -------- |
| Kevin Lim | Laser       | 23    | 21    | 33    | 17    | 43    | 35    | 26    | 21    | 18    | 19    | 7     | 220      | 24.      |